# Sainte-Marie (Nièvre)
Pour les articles homonymes, voir Sainte-Marie.
Sainte-Marie est une commune française située dans le département de la Nièvre, en région Bourgogne-Franche-Comté.

## Géographie

### Localisation
La commune de Sainte-Marie se situe au cœur du Nivernais. Le bourg, établit sur une hauteur, domine le horst de Saint-Saulge, à la croisée du val de Montenoison et des Amognes.
Via la route D958, Sainte-Marie se trouve à 32 km de Nevers.
La commune actuelle rassemble trois paroisses réunies lors de la Révolution française : Sainte-Marie-de-Flagelles, Saint-Martin-de-la-Bretonnière et Giverdy.

### Hydrographie
- la Canne ;
- le ruisseau du Champ de Chaume ;
- le ruisseau du Moulin du Bois ;
- le ruisseau de Giverdy.

### Villages, hameaux, lieux-dits, écarts
Girverdy et Saint-Martin.

### Climat
Pour des articles plus généraux, voir Climat de la Bourgogne-Franche-Comté et Climat de la Nièvre.
En 2010, le climat de la commune est de type climat des marges montargnardes, selon une étude du Centre national de la recherche scientifique s'appuyant sur une série de données couvrant la période 1971-2000. En 2020, Météo-France publie une typologie des climats de la France métropolitaine dans laquelle la commune est exposée à un climat océanique altéré et est dans la région climatique  Centre et contreforts nord du Massif Central, caractérisée par un air sec en été et un bon ensoleillement.
Pour la période 1971-2000, la température annuelle moyenne est de 11 °C, avec une amplitude thermique annuelle de 16,3 °C. Le cumul annuel moyen de précipitations est de 1 017 mm, avec 12,9 jours de précipitations en janvier et 8,7 jours en juillet. Pour la période 1991-2020, la température moyenne annuelle observée sur la station météorologique de Météo-France la plus proche, « Premery », sur la commune de Prémery à 11 km à vol d'oiseau, est de 11,1 °C et le cumul annuel moyen de précipitations est de 911,1 mm. 
La température maximale relevée sur cette station est de 40,5 °C, atteinte le 11 août 2003 ; la température minimale est de −15,1 °C, atteinte le 26 janvier 2007,,.
Les paramètres climatiques de la commune ont été estimés pour le milieu du siècle (2041-2070) selon différents scénarios d'émission de gaz à effet de serre à partir des nouvelles projections climatiques de référence DRIAS-2020. Ils sont consultables sur un site dédié publié par Météo-France en novembre 2022.

## Urbanisme

### Typologie
Au 1er janvier 2024, Sainte-Marie est catégorisée commune rurale à habitat très dispersé, selon la nouvelle grille communale de densité à sept niveaux définie par l'Insee en 2022.
Elle est située hors unité urbaine. Par ailleurs la commune fait partie de l'aire d'attraction de Nevers, dont elle est une commune de la couronne,. Cette aire, qui regroupe 93 communes, est catégorisée dans les aires de 50 000 à moins de 200 000 habitants,.

### Occupation des sols
L'occupation des sols de la commune, telle qu'elle ressort de la base de données européenne d’occupation biophysique des sols Corine Land Cover (CLC), est marquée par l'importance des territoires agricoles (68,7 % en 2018), une proportion sensiblement équivalente à celle de 1990 (69,5 %). La répartition détaillée en 2018 est la suivante : prairies (62,6 %), forêts (31,3 %), terres arables (6,1 %). L'évolution de l’occupation des sols de la commune et de ses infrastructures peut être observée sur les différentes représentations cartographiques du territoire : la carte de Cassini (XVIIIe siècle), la carte d'état-major (1820-1866) et les cartes ou photos aériennes de l'IGN pour la période actuelle (1950 à aujourd'hui).

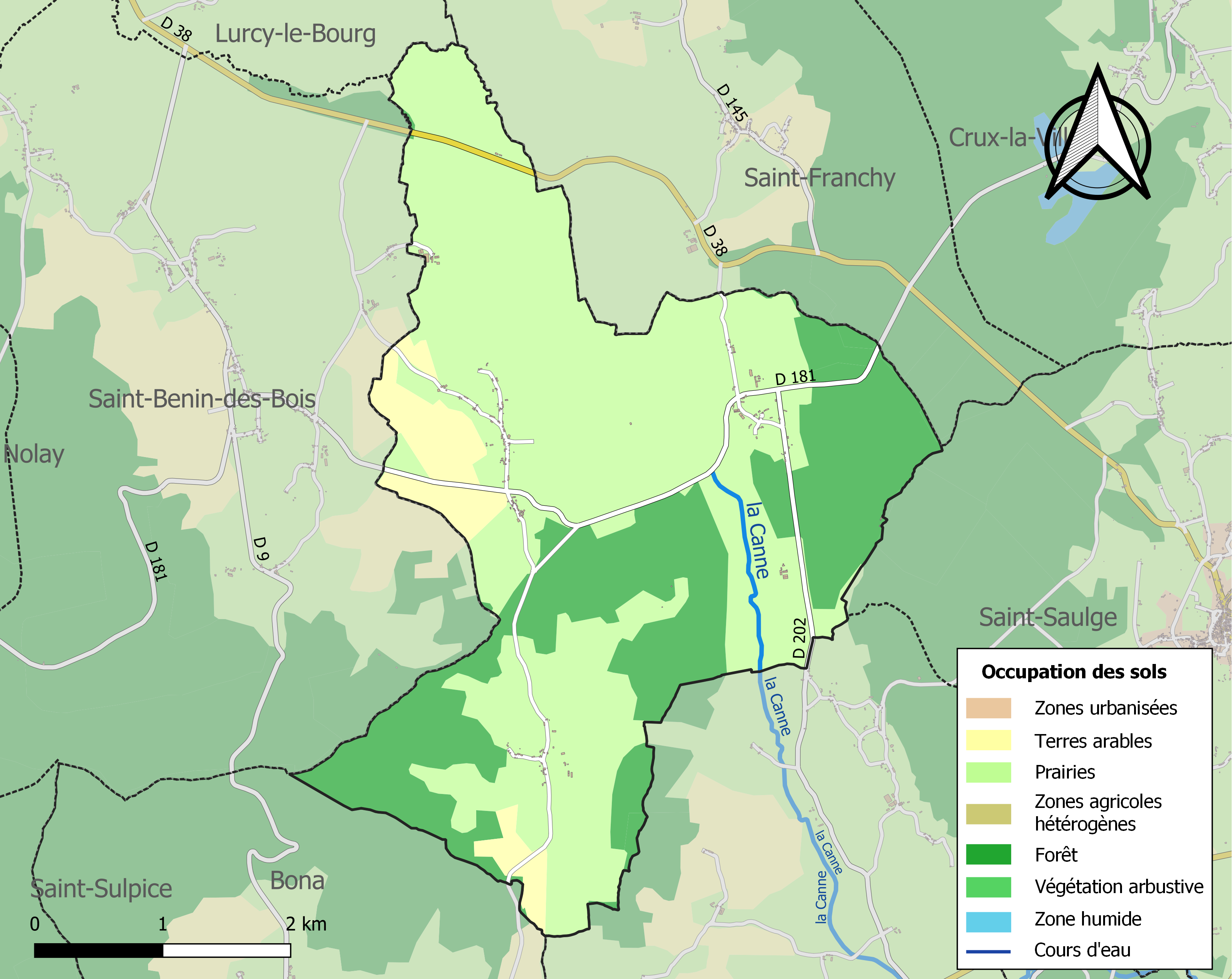
Carte des infrastructures et de l'occupation des sols de la commune en 2018 (CLC).

## Toponymie
On relève les mentions suivantes du nom de la commune : Flagerie (1287), Beata-Maria-de-Flagellis (1370), Cura de Flagelliis-Beate Marie (1478), Saincte-Marie de Flageulles (1484), Saincte-Marie-de Flagelles (1512), Sainte-Marie-de-Flayolle (1760).
Concernant Giverdy : Geverziacum (1287), Gevredy (1436), Givredy (1503), Givrediacum (1517) Guyverdy (1535), Gieverdy (1601).
Concernant Saint-Martin : Sanctus-Martinus (1287), Molin de Sainct-Martin-de-la-Bretonniere (1391), Sanctus-Martinus de Bretonneriis (1478), Sanctus-Martinus de Bertoneria (1518), Saint-Martin de-la-Bertenerie (1590).

## Histoire
Au lieu-dit Tête-des-Usages, une statuette romaine en bronze représentant le dieu Mars a été trouvée en 1862. Soultrait indique que dans ce terrain, « le soc de la charrue ramène souvent à la surface du sol des débris de constructions antiques ».
Au Moyen Âge, la paroisse de Sainte-Marie-de-Flagelles est à la collation du prieur de Lurcy-le-Bourg ; celle de Saint-Martin, de l'évêché et celle de Giverdy, du prieur de Jailly.
L'époque Moderne voit l'émergence de la famille Rapine (seigneurs de Saint-Martin, de Fourcherenne, de Châtillon, des Coques, de Sansy, de Lathenon, de Boisvert, de Saxi-Bourdon, de Sainte-Marie et des Meures), la famille de Charry administre notamment Giverdy. En 1671, Jean Villemont, d'Ourouër-en-Berry, est condamné à être pendu à Nevers, pour vols avec effraction dans la paroisse de Sainte-Marie.
Au XIXe siècle, les trois lieux de cultes médiévaux (Sainte-Marie-de-Flagelle, Saint-Martin-de-la-Bretonnière et Giverdy) sont décrites en ruines (la réunion des deux dernières paroisses à Sainte-Marie date de 1802) :
- en 1838-1840, l'église de Saint-Martin n'existe plus, elle a été détruite par son acquéreur après la Révolution[19] ;
- en 1875, l'église de Giverdy, qui semble dater du XVIe siècle (Soultrait n'est pas sûr), est en ruine[20] ;
- la même année, la « petite » église de Sainte-Marie, dédiée à Notre-Dame, du XIIe siècle est « à demi ruinée »[16]. Elle est remplacée en 1863, par l'église actuelle qui est construite à côté de l'ancienne.

## Politique et administration
| Période                                  | Période   | Identité                    | Étiquette | Qualité                                         |
| ---------------------------------------- | --------- | --------------------------- | --------- | ----------------------------------------------- |
|                                          | 1827      | Louis Marie de Sainte-Marie |           | Propriétaire                                    |
| mars 2014                                | En cours  | Corinne Bouchard            | DVD       | Professeur, écrivain Conseillère départementale |
| mars 2008                                | mars 2014 | Gérard Lejault              |           | Agriculteur retraité                            |
| Les données manquantes sont à compléter. |           |                             |           |                                                 |

## Démographie
L'évolution du nombre d'habitants est connue à travers les recensements de la population effectués dans la commune depuis 1793. Pour les communes de moins de 10 000 habitants, une enquête de recensement portant sur toute la population est réalisée tous les cinq ans, les populations de référence des années intermédiaires étant quant à elles estimées par interpolation ou extrapolation. Pour la commune, le premier recensement exhaustif entrant dans le cadre du nouveau dispositif a été réalisé en 2006.

En 2022, la commune comptait 86 habitants, en évolution de +6,17 % par rapport à 2016 (Nièvre : −3,28 %, France hors Mayotte : +2,11 %).
| 1793 | 1800 | 1806 | 1821 | 1831 | 1836 | 1841 | 1846 | 1851 |
| ---- | ---- | ---- | ---- | ---- | ---- | ---- | ---- | ---- |
| 405  | 423  | 378  | 304  | 441  | 494  | 502  | 522  | 510  |

| 1856 | 1861 | 1866 | 1872 | 1876 | 1881 | 1886 | 1891 | 1896 |
| ---- | ---- | ---- | ---- | ---- | ---- | ---- | ---- | ---- |
| 467  | 506  | 502  | 509  | 551  | 472  | 451  | 400  | 432  |

| 1901 | 1906 | 1911 | 1921 | 1926 | 1931 | 1936 | 1946 | 1954 |
| ---- | ---- | ---- | ---- | ---- | ---- | ---- | ---- | ---- |
| 362  | 357  | 296  | 260  | 238  | 199  | 192  | 178  | 148  |

| 1962 | 1968 | 1975 | 1982 | 1990 | 1999 | 2006 | 2011 | 2016 |
| ---- | ---- | ---- | ---- | ---- | ---- | ---- | ---- | ---- |
| 135  | 141  | 95   | 81   | 90   | 85   | 96   | 92   | 81   |

| 2021 | 2022 | - | - | - | - | - | - | - |
| ---- | ---- | - | - | - | - | - | - | - |
| 83   | 86   | - | - | - | - | - | - | - |

## Culture locale et patrimoine

### Lieux et monuments
- Manoir de Giverdy ;
- Château de Saint Martin-de-la-Bretonnière ;
- Ancienne église de Saint-Martin-de-la-Bretonnière, aujourd'hui son emplacement (au bord de la route D181) est occupé par le cimetière (à l'abandon) des membres de la famille Rapine ;
- Église Notre-Dame-de-l'Assomption de Sainte-Marie, construite en 1863.

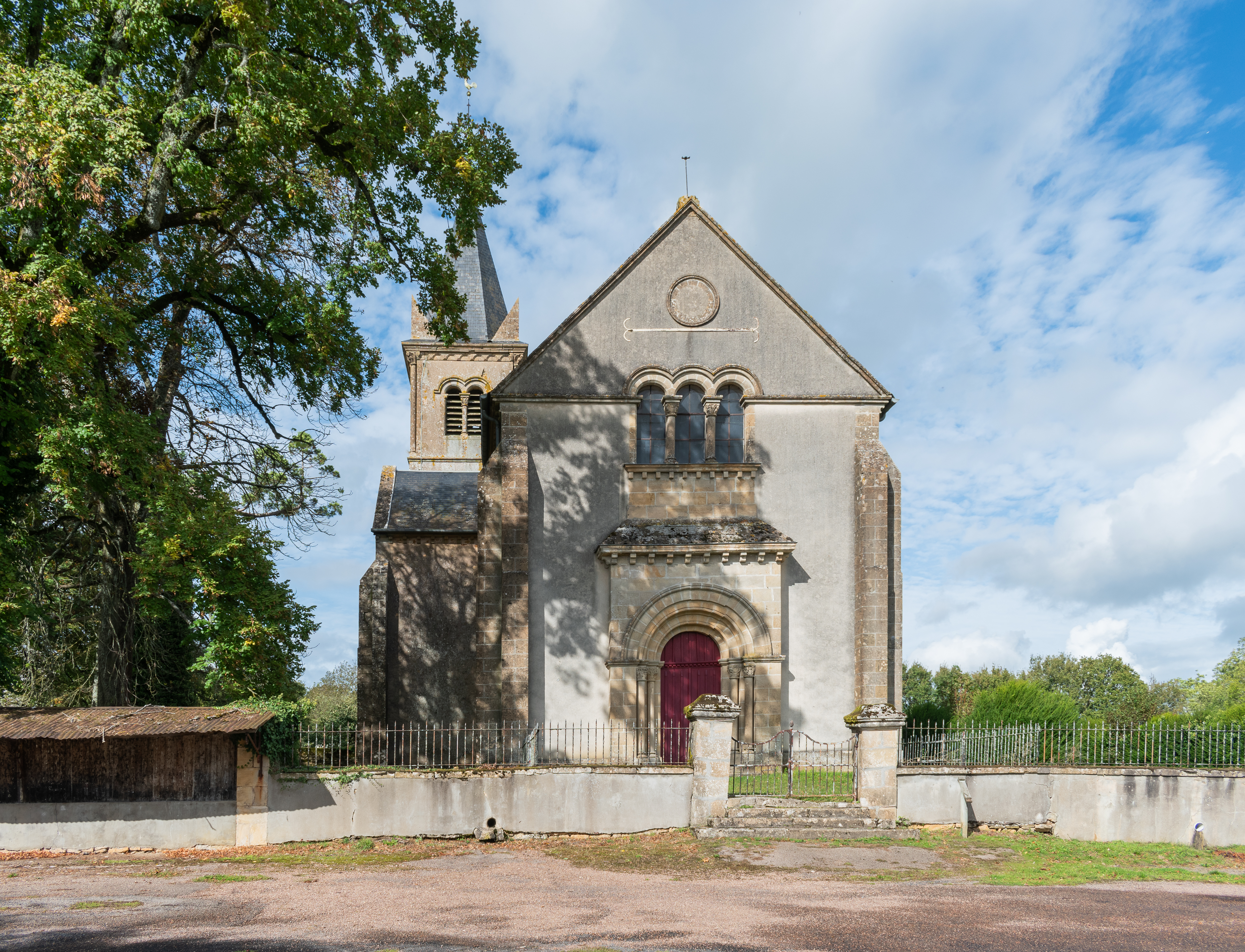
Vue du sud.
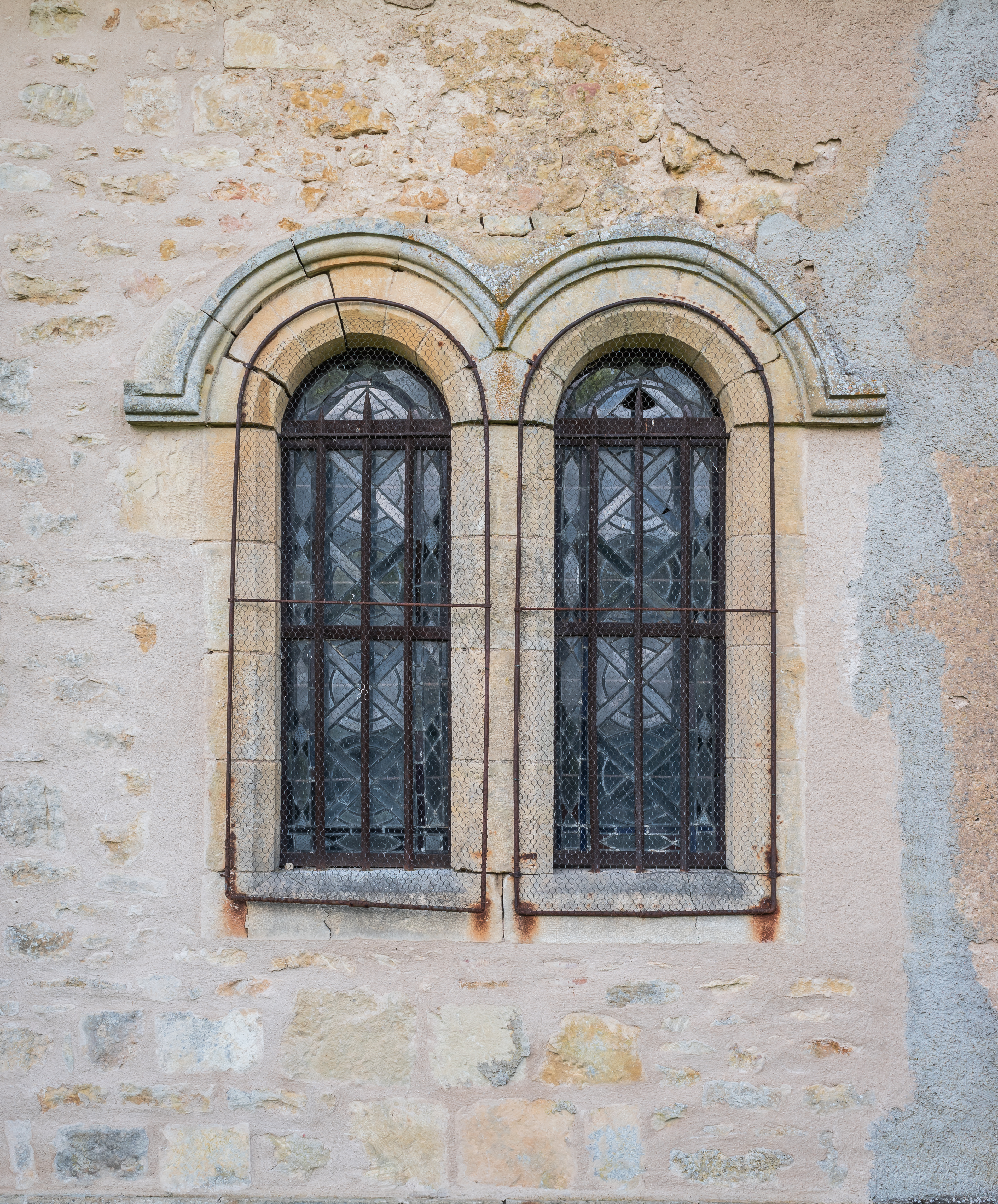
Fenêtre.
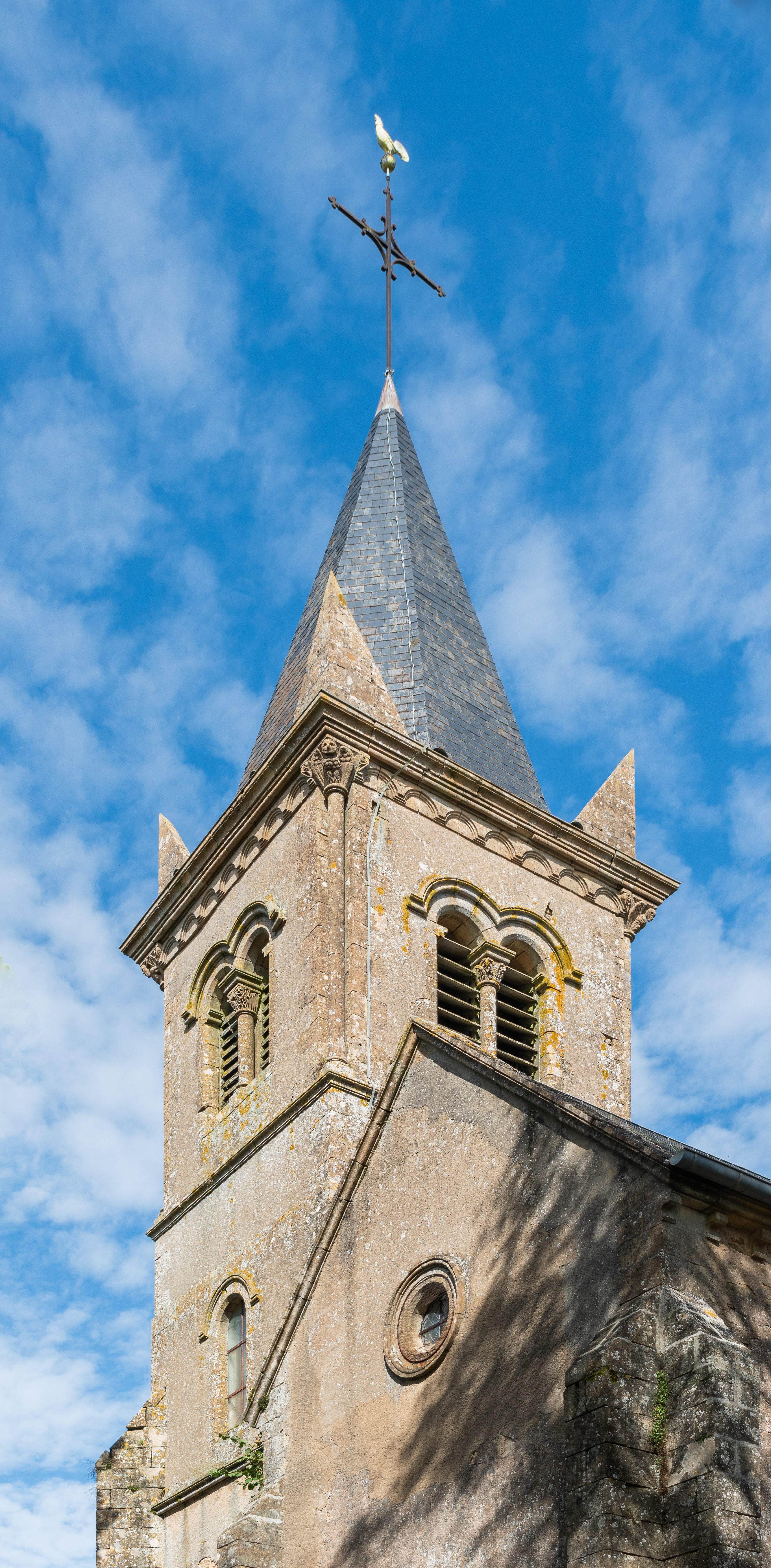
Clocher.
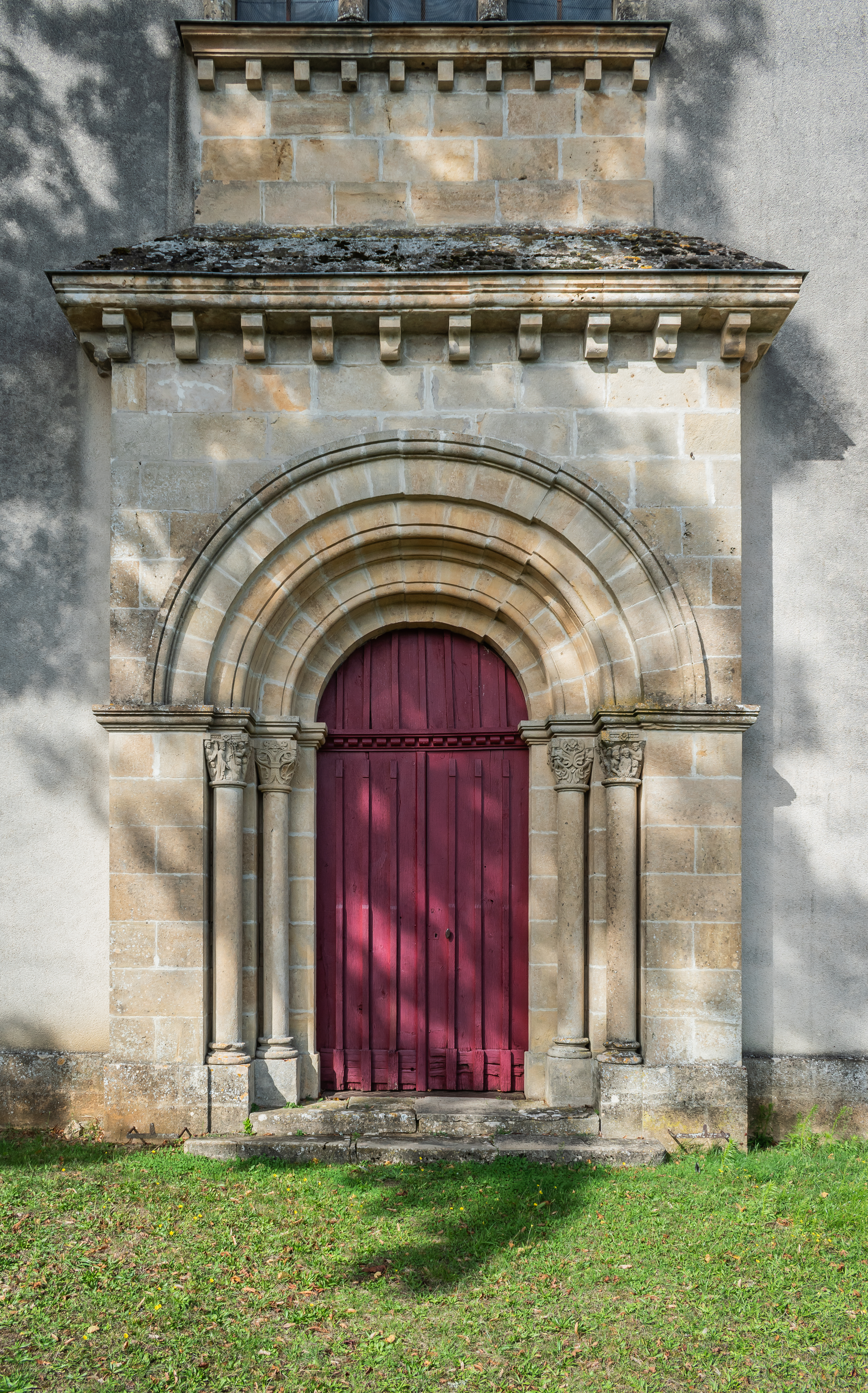
Portail.
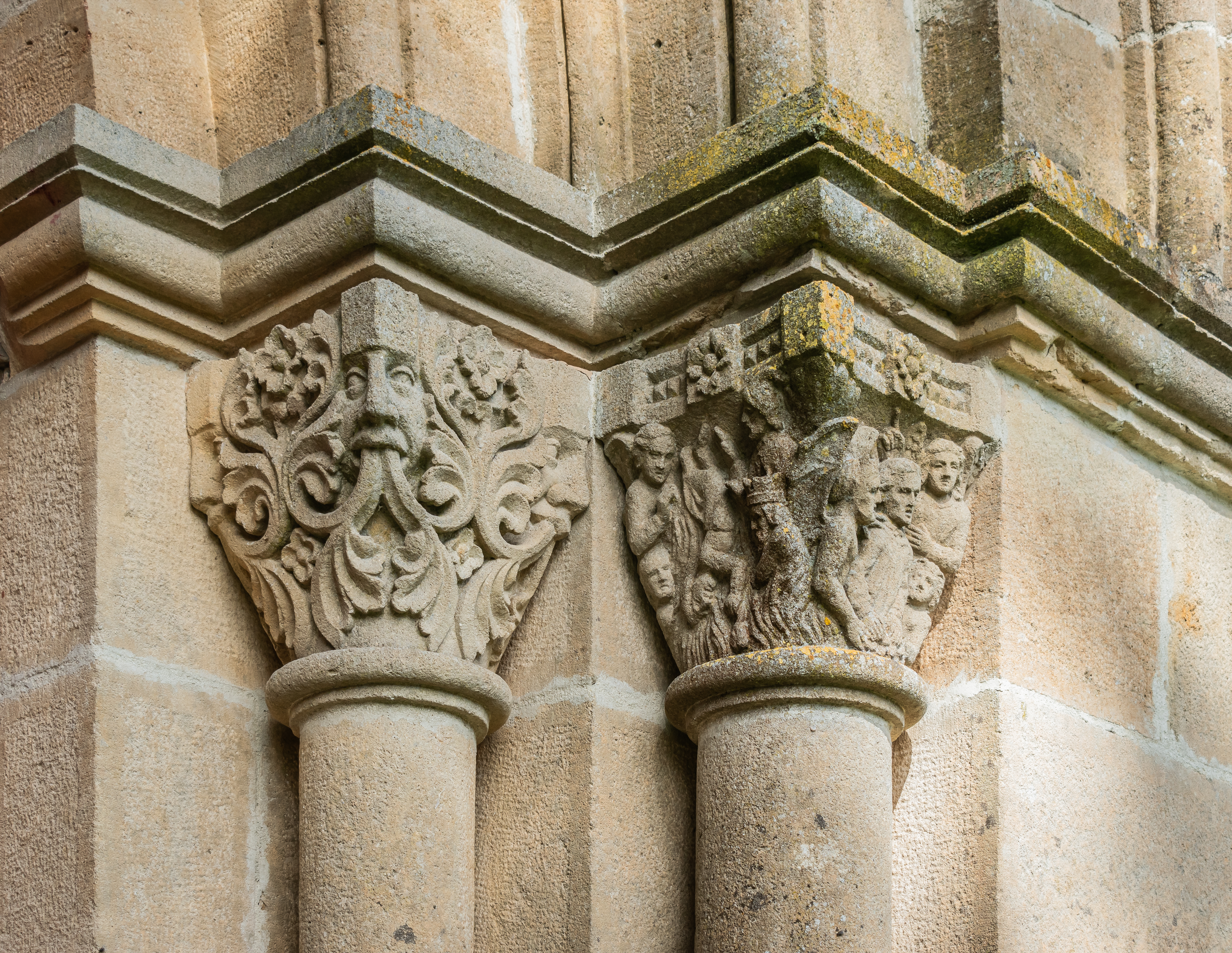
Chapiteaux du portail.

### Personnalités liées à la commune
- Maurice de Guérin (1810-1839), poète et écrivain qui était ami de la famille de Sainte-Marie, fut un hôte du château aujourd'hui en ruines de Saint-Martin dans les années 1835-1838 et en parle dans ses lettres ;
- Henriette de Sainte-Marie (1809-1875), baronne Almaury de Maistre, compositrice de musique classique.